# Жији на Лоари
Жији на Лоари (фр. Gilly-sur-Loire) је насељено место у Француској у региону Бургоња, у департману Саона и Лоара.
По подацима из 2011. године у општини је живело 487 становника, а густина насељености је износила 21,52 становника/km².

## Демографија
| 1962. | 1968. | 1975. | 1982. | 1990. | 2011. |
| ----- | ----- | ----- | ----- | ----- | ----- |
| 633   | 648   | 658   | 546   | 546   | 487   |